# Paz Lenchantin
Paz Lenchantin (Mar del Plata, 12 dicembre 1973) è una bassista, violinista e pianista argentina naturalizzata statunitense.

## Biografia

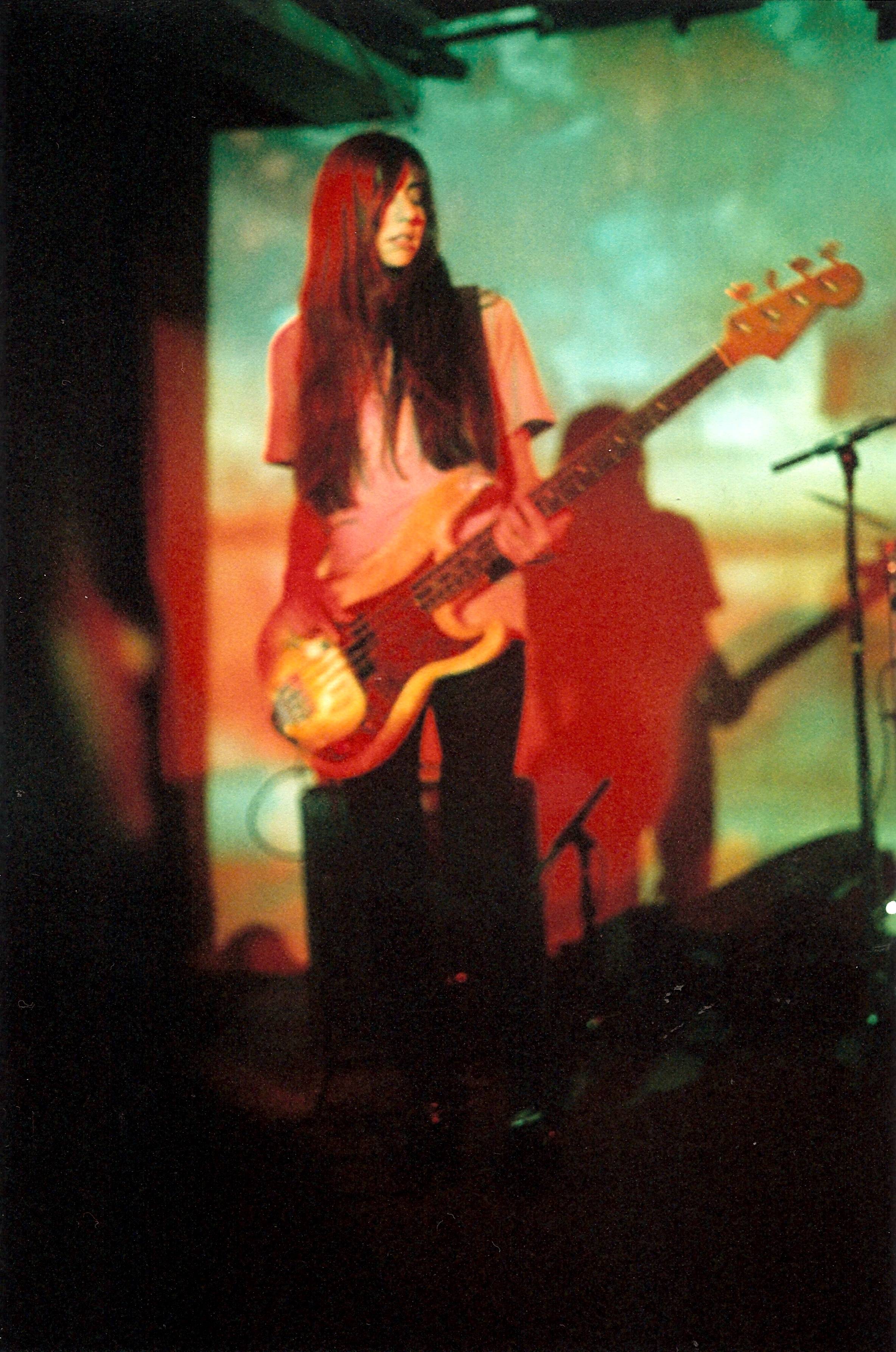
Paz Lenchantin nel 2010 con The Entrance Band

Nata in Argentina, di origini francesi e armene, successivamente si trasferì con i suoi genitori a Los Angeles. Dato che tutti e due i genitori erano pianisti a livello professionale, anche lei fu attratta da questo strumento e iniziò a suonarlo all'età di cinque anni. Successivamente iniziò anche a suonare il violino a otto anni, e la chitarra a dodici anni. Continuò così fino a che conobbe il bassista dei Jane's Addiction, Eric Avery, che vista la sua predisposizione per la musica e gli strumenti, le consigliò di iniziare a provare a suonare il basso. Questo incontro fece sì che lei iniziasse ad interessarsi ad altre forme e tipi di musica, non la sola musica classica che aveva suonato fino a quel momento. Benché fosse arrivata ad un buon livello tecnico nella musica classica, comunicò ai suoi genitori che stava iniziando ad interessarsi anche alla musica rock e i suoi genitori non ebbero niente in contrario. Nonostante fosse ormai interessata dalla musica rock, continuò a suonare gli strumenti classici, ed imparò da sola a suonare il basso, solamente osservando altri musicisti.
Entrò a far parte di una band, i Martini's, finché i membri degli A Perfect Circle, formatisi da poco tempo, la invitarono a entrare a far parte del gruppo. Lei accettò, e contribuì con parti di basso, violino e cori, alla realizzazione nel 2000 del primo album della band, Mer de Noms.
Nel 2000 pubblicò il suo primo album solista, dal titolo Yellow mY skYcaptain. Successivamente, dato che gli A Perfect Circle erano fermi a causa degli impegni del cantante Maynard James Keenan con la sua band principale, cioè i Tool, abbandonò la band per entrare a far parte degli Zwan, il gruppo che Billy Corgan aveva formato dopo lo scioglimento degli Smashing Pumpkins. Ma la sua permanenza negli Zwan durò ben poco, dato che ne entrò a far parte nel 2002 e la band si sciolse nel 2003. Allora ritornò a collaborare con gli A Perfect Circle, e precisamente contribuì con violino e pianoforte alla realizzazione del terzo album della band, Emotive, un lavoro di cover pubblicato nel 2004. Contribuì anche al remix del pezzo The Hollow, presente nel DVD/CD pubblicato dalla band sempre nel 2004, dal titolo Amotion.
Nel 2002 formò con Melissa Auf der Maur una band tutta femminile, The Chelsea. Ha inoltre collaborato suonando gli archi con i Queens of the Stone Age, nell'album Songs for the Deaf insieme alla sorella Ana Lenchantin. Sempre con lei ha suonato nella band di David Pajo (ex Slint), i Papa M e partecipato agli archi all'album di Melissa Auf der Maur, Auf der Maur del 2004. A partire dallo stesso anno ha collaborato con The Entrance Band di Guy Blakeslee, apparendo prima nell'album Wandering Stranger, poi nel successivo Prayer of Death, sia suonando il basso e il violino che come coproduttore e infine in The Entrance Band.
Nel 2006 pubblicò l'album solista Songs for Luci , che, così come il precedente, è stato pubblicato in tiratura limitata esclusivamente per i suoi fans e distribuito attraverso la sua pagina su Myspace.
Nel 2013 è entrata a far parte dei Pixies come bassista, sia nei live che in studio, al posto del membro fondatore Kim Deal e della turnista Kim Shattuck. Ha anche partecipato all'album Indie Cindy nel brano Women of War pubblicato nel 2014. Ha partecipato, anche come autrice dei brani, al loro album Head Carrier pubblicato a settembre 2016, costituendo insieme a David Lovering la nuova sezione ritmica del gruppo. Nel 2024 è stata annunciata la sua uscita dal gruppo per dedicarsi alla carriera da solista.
Paz Lenchantin è una dei tre nuovi membri della band RTX. Ha collaborato e suonato dal vivo con Jarboe (ex Swans).

## Discografia parziale

### Con gli A Perfect Circle
Album in studio
- 2000 - Mer de Noms
- 2004 - Emotive
- 2004 - Amotion

### Con gli Zwan
Album in studio
- 2003 - Mary Star of the Sea

EP
- 2003 - 5 Song In-Store Promo

Singoli
- 2003 - Lyric
- 2003 - Honestly
- 2003 - Station ID's

### Con The Entrance Band
Album in studio
- 2004 – Wandering Stranger
- 2006 – Prayer of Death
- 2009 – The Entrance Band

EP
- 2012 –  Fine Flow

### Con i Pixies
Album in studio
- 2014 - Indie Cindy
- 2016 - Head Carrier
- 2019 - Beneath the Eyrie
- 2022 - Doggerel

### Solista
Album in studio
- 2000 - Yellow My Skycaptain
- 2006 - Songs for Luci